# روث أندرهيل
كانت روث موراي أندرهيل (22 أغسطس 1883- 15 أغسطس 1984) عالمة إنسان أمريكية. وُلِدت في مدينة أوسينينغ على نهر هدسون، نيويورك، التحقت بكلية فاسار، وتخرجت منها عام 1905 بدرجة في اللغة والأدب. في 1907، تخرجت من كلية لندن للاقتصاد وبدأت السفر في جميع أنحاء أوروبا، حيث عملت في دار أيتام إيطالية يديرها الصليب الأحمر.
بعد الحرب، تزوجت من تشارلز سي. كراوفورد ونشرت روايتها الأولى ذا وايت موث (الفراشة البيضاء). انتهى زواجها عام 1929 وبحلول عام 1930، قررت العودة إلى الدراسة لتعلم المزيد عن السلوك البشري. بعد حديثها مع فرانز بواس وروث بندكت بقسم علم الإنسان في جامعة كولومبيا، قررت الاتجاه إلى هذا التخصص، وحصلت على الدكتوراه فيه عام 1937. كتبت العديد من الكتب عن قبائل السكان الأصليين في أمريكا وساعدت في تبديد العديد من الأساطير عن ثقافاتهم.

## تعليمها
خلال نشأتها، التحقت روث بمدرسة أوسينينغ للبنات. ثم بمدرسة كلية برين ماور الإعدادية قبل دخولها كلية فاسار عام 1901. حيث درست اللغة الإنجليزية واللغات، وحصلت على البكالوريوس بامتياز وانتخبت في البيتا كابا عام 1905. بعد التخرج ذهبت للسفر في أوروبا ودرست اللغات والعلوم الاجتماعية في كلية لندن للاقتصاد وجامعة ميونخ. وأصبحت تتحدث الألمانية، والفرنسية، والإيطالية، والإسبانية بطلاقة.
قررت أندرهيل العودة إلى الدراسة عقب طلاقها في سن السادسة والأربعين. فوصفت التحاقها بجامعة كولومبيا لاحقًا ب «البحث عن شيء تستطيع فعله لمساعدة البشرية». بعد تجولها من قسم لآخر ملتحقة بصفوف دراسية في الاقتصاد وعلم الاجتماع والفلسفة وجدت نفسها أخيرًا مدعوة إلى الالتحاق بقسم علم الإنسان بتشجيع من روث بندكت. قدم رئيس قسم علم الإنسان فرانس بواس تمويلات لدراستها لأعضاء قبيلة توهونو أودهام في أريزونا (وكان اسمهم في ذلك الوقت هنود الباباجو). كما تلقت تمويلًا بحثيًا من مجلس جامعة كولومبيا للعلوم الاجتماعية والإنسانية. نُشرت رسالتها للدكتوراة، التنظيم الاجتماعي لهنود الباباجو، عام 1937.

## مسيراتها المهنية

### أخصائية اجتماعية
في عام 1905، تولت أندرهيل منصب أخصائية اجتماعية مع جمعية ماساتشوستس لمنع القسوة ضد الأطفال إذ عملت مع الحالات الإيطالية. وقرب نهاية الحرب العالمية الأولى، وُظِفت أخصائية اجتماعية في الصليب الأحمر الأمريكي، بلجنة المعاقين والمعوقين ثم نُقِلت إلى مؤسسة الإغاثة المدنية لتولي مسؤولية إنشاء دور الأيتام في إيطاليا في صيف عام 1919. بعد الحرب، أجرت تحقيقًا عن عمالة الأطفال في إيطاليا لصالح مؤسسة روكفلر قبل عودتها إلى نيويورك.

### كاتبة
كان بعد تخرجها من فاسار أيضًا، أن بدأت أندرهيل الكتابة للصحف والمجلات. ونشرت روايتها الأولى ذا وايت موث (الفراشة البيضاء) عام 1920. ونُشر أحد أشهر كتبها أمريكا الرجل الأحمر لأول مرة عام 1953. في عام 1956، أنتج تلفزيون (كيه آر إم إيه) سلسلة من 30 فيلمًا وثائقيًا، اقتُبِست من الكتاب وحملت عنوانه. ركز كل فيلم على منطقة معينة في أمريكا الشمالية ودرست الشعوب الأصلية وثقافات تلك المنطقة.

### عالمة إنسان
قادتها كلية الدراسات العليا إلى إجراء واحدة من أقدم الدراسات العلمية على أعضاء قبيلة توهونو أودهام في أريزونا، وهو عمل كان من شأنه أن رسخ أقدام أندرهيل في المهنة. بسبب عمرها، سمح لها أعضاء قبيلة توهونو أودهام بالعيش معهم لعدة فصول صيفية. خلال هذا الوقت، أمكنها دراسة النساء عن كثب. وكتبت في وقت لاحق كتابًا بعنوان السيرة الذاتية لامرأة من باباجو (الاسم السابق لقبيلة توهونو أودهام)، سردت فيه قصة حياة ماريا تشونا، وهي عضوة مسنّة في محمية توهونو أودهام.